# Pietreni
Pietreni (antiguamente Cocargea) es una localidad rumana de la comuna de Deleni, en el condado de Constanța.

## Toponimia
El antiguo nombre del lugar era Cocargea. Pasó a denominarse Pietreni.

## Historia
Hacia finales del siglo XIX la localidad, que por entonces pertenecía a la comuna homónima de Cocargea, en el condado de Constanța, tenía contabilizada una población de 189 habitantes.
En la segunda mitad del siglo XX la localidad había pasado a pertenecer a la comuna de Deleni. En el censo de 2021 la localidad tenía una población de 799 habitantes.